# Інфляційні очікування
Інфляційні очікування — це припущення населення і підприємців про те, що інфляція зросте в майбутньому на підставі пролонгації вже існуючої тенденції, що приводить до зростання заробітної плати, зростання витрат, руху кривої сукупної пропозиції вгору за межі природного рівня національного продукту, що говорить про подальше зростання інфляції.

Вся діяльність економічних агентів на ринках товарів і послуг, ринках факторів виробництва, а також фінансовому ринку здійснюється під впливом інфляційних очікувань, коли учасник ринку при здійсненні операцій виходить з припущень про можливий рівень інфляції в майбутньому.

## Інфляційні очікування— це фактор дестабілізації макроекономіки
Інфляційні очікування — негативний соціально-психологічний фактор ринкової поведінки основних суб'єктів макроекономіки. Інфляційними очікуваннями називаються побоювання споживачів і виробників через можливі прискорення чи зростання темпів інфляції в найближчий період.

Люди, стикаючись з підвищенням цін на товари і послуги протягом тривалого періоду часу, втрачають надію на їх зниження, починають купувати товари понад свої поточні потреби. Одночасно вони вимагають підвищення номінальної заробітної плати і тим самим підштовхують поточний споживчий попит до зростання. Виробники встановлюють все більш високі ціни на свою продукцію, очікуючи, що незабаром сировина, матеріали та комплектуючі вироби ще більше подорожчають. Очевидно, що збільшення поточного попиту стимулює подальше зростання цін. Одночасно скорочуються заощадження та зменшуються кредитні ресурси, що стримує зростання виробничих інвестицій та, отже, пропозиції товарів і послуг. Економічна ситуація в цьому випадку характеризується повільним збільшенням сукупної пропозиції та швидким зростанням сукупного попиту. Результат — загальне підвищення цін.

## Рівні інфляційних очікувань
Якщо інфляційні очікування на досить високому рівні, то учасники ринку будуть прагнути до розміщення своїх коштів у:
1. Товарні запаси.
2. Нерухомість.
3. Стабільну конвертовану валюту.
4. Цінності, вартість яких не залежить від рівня інфляції в країні.

Якщо інфляційні очікування на досить низькому рівні, то учасники ринку будуть прагнути вкладати свої кошти у:
1. Виробництво;
2. Інвестиційні проекти;
3. Фінансові операції.

## Інфляційні очікування в Україні
Для вимірювання інфляційних очікувань слід використовувати певні методи. Найбільш використовуваними є два методи: 
- Прямий метод (шляхом опитування);
- Непрямий метод (за допомогою прив'язаних до інфляції облігацій).

Непрямий метод сьогодні в Україні практично не використовується. Причина полягає в тому, що в Україні не існує прив'язаних до інфляції облігацій. В зв'язку з цим Національний банк має звернути увагу на прямі методи - опитування. Використовуючи прямий метод, в Україні необхідно проводити декілька опитувань для розрахунку інфляційних очікувань. З економічної точки зору, наявні методи опитувань потребують розвитку, оскільки кожне проведене опитування має свої особливості. Досвід інших країн показує нам, як необхідно покращити використовувані методи опитувань. З розширенням секторального зрізу (з наголосом на домогосподарствах) має бути піднесено часовий горизонт очікувань. Короткострокові очікування, які збираються сьогодні, є важливим інформативним показником. Довгострокові очікування також збираються сьогодні. Опитування на довгострокову перспективу є складовою більшості іноземних держав, оскільки вони показують довіру до національного банку. Мають бути розвинені шляхи збору, відстеження та показу інформації.
Інфляційні очікування активно використовувалися Росією під час агресії у 2014 році. Російські ЗМІ постійно повторювали перебільшені заяви про те, що в Україні скоро розпочнеться дефолт, гривня знеціниться в багато разів, а рівень життя в Україні один з найнижчих в світі. Це мало спонукати українське населення відмовитись від гривні та перейти на більш стабільні валюти, а також спричинити відтік іноземного капіталу, що завдало б шкоди нашій економіці. 